# Przezierka hebdzianka
Przezierka hebdzianka (Anania coronata) – gatunek motyla z rodziny wachlarzykowatych, występujący w Europie, także w Polsce.
Ćma ta występuje w krainie palearktycznej i krainie nearktycznej. Wyglądem bardzo przypomina gatunek Anania stachydalis. Rozpiętość skrzydeł waha się w granicach 22–26 mm. Motyl lata na przełomie maja i sierpnia, w zależności od miejsca występowania. Larwy żerują na: bzie, kieliszniku zaroślowym, słoneczniku zwyczajnym, ligustrze, kalinie oraz lilaku pospolitym.